# 香港理工大學干預民主牆事件
香港理工大學干預民主牆事件是指關於香港理工大學校方於2018年9月干預民主牆管理所引發的一連串事件。此事導致四名學生受到處分，其中一名學生被罰即時退學並終生不被取錄，另一名學生被罰停學一年，這是香港各間大學同類事件中，處分最重的一次。

## 主要人物
| 人物   | 當時身份               | 詳情 |
| 唐偉章 | 校長                   | 時任校長，2019年1月1日起退休。 |
| 陳正豪 | 暫任校長               | 2019年1月起任暫任校長。 |
| 沈岐平 | 暫任副校長（學生事務） | 在2018年10月4日的師生衝突中，被學生阻止離開。                                                                                               |
| 莫志明 | 學務長                 | 在2018年10月4日的師生衝突中，被學生阻止離開。                                                                                               |
| 陳紹禮 | 學生紀律委員會主席     | 土木及環境工程學系講座教授。 |
| 黃永德 | 學生紀律委員會委員     | 應用科學及紡織學院院長。 |
| 馮淑儀 | 學生紀律委員會委員     | 中文及雙語學系副教授。 |
| 陳振冲 | 學生紀律委員會委員     | 電子計算學系教授。 |
| 何兆鎏 | 學生紀律委員會委員     | 協理副校長（學術支援）。 |
| 林穎恆 | 學生會會長             | 社工學系本科生。參與2018年10月4日的師生衝突、參與10月5日絕食行動。事後被罰停學一年。                                                        |
| 李傲然 | 校董會學生代表         | 社會政策及行政學系本科生。參與2018年10月4日的師生衝突。事後被罰120小時社會服務令。                                                          |
| 鄭悅婷 | 學生會外務副會長       | 社會政策及行政學系本科生。事後被罰60小時社會服務令。                                                                                        |
| 何俊謙 | 護理系碩士生           | 護理系三年級碩士生，「學生獨立聯盟」成員。多次在校園張貼「香港獨立」標語，參與2018年10月4日的師生衝突。事後被罰即時退學並終生不被理大錄取。 |
| 阮柏喨 | 學生會評議會主席       | 放射學系本科生。參與10月5日絕食行動。 |

## 事件發展

### 校方接管民主牆
2018年9月24日，理大學生會藉雨傘運動四週年，將民主牆約一半空間改成「連儂牆」（Lennon Wall），仿效2014年金鐘佔領區的連儂牆，鼓勵同學行使自由討論與發表意見的權利，張貼便利貼以表達有關香港未來和雨傘運動的看法。學生會並將餘下的一半民主牆的守則減至3條：(1)禁止商業活動宣傳，(2)需寫下學生編號及發表日期，(3)學生會幹事會擁有最終管理權；新措施維持兩個星期。學生會聲明：
「在這個沒有言論自由的香港，我們希望這牆能給予大家一絲自由，寫下你所想，同時我們亦信任，大學生應明辨是非，什麼是人生攻擊、什麼是不當行為，在這信任的基礎下，太多守則只會讓校方捉學生們的錯處，這個自由，我們希望大家都會守護。」
之後有人在連儂牆貼上「香港獨立！」標語。9月26日，學生會指收到學務長莫志明的通知，指「連儂牆」及新的民主牆守則不符合校方守則，勒令學生會在24小時內把民主牆恢復至本來的模式，否則收回民主牆的管理權。9月29日的凌晨時份，校方強行收回民主牆，將「連儂牆」部份用紅紙覆蓋，並貼上校方備註強調理大校方擁有民主牆管治權。

### 師生衝突
民主牆管理權被收回後，學生會發電郵要求校方解釋因，收集超過2500名學生及40個校內組織聯署及發公開信，要求校方停止干預民主牆，但校方一直無理會學生。2018年10月4日，多名學生前往位於李嘉誠樓的大學辦公室要求交代，期間學生何俊謙、林穎恒、李傲然阻止暫任副校長（學生事務）沈岐平及學務長莫志明兩名高層離去，在混亂中發生碰撞導致多人跌倒：先是林穎恒、沈岐平及一名保安員在混亂中倒地；隨後莫志明轉身離開時，何俊謙從後擦身而過，莫志明亦告跌倒，何俊謙連忙攙扶，莫志明帶笑輕拍何的肩膊說：「我原諒你」。
10月5日，學生會於下午3時舉辦公開論壇，促請校方回應同學的訴求，但校方未有代表出席，論壇唯有取消。因理大學生會批評校方視而不見，學生會會長林穎恆、學生會評議會主席阮柏喨在晚上九時發起絕食行動，要求校方與同學公開會面，認為校方冷漠回應學生行動感到悲哀。
10月6日，理大舉行每年一度向全港中學生介紹大學課程的「理大教育資訊日」，學生會大樓外牆掛起「守護言論自由」和「拒絕閉門會議」兩條黑色直幡。校方在兩位絕食學生旁邊擺放棉花糖機及爆谷機，向資訊日參觀者派發棉花糖及爆谷。有多名親建制團體成員「踩場」大肆批評學生，支持校方收回民主牆的管理權。
10月7日，校方聲明確認學生會擁有民主牆管治權，學生宣佈停止長達44小時的絕食行動，事件暫時平息。

### 展開學生紀律聆訊
不過到11月22日，校方向涉事學生（林穎恒、李傲然、鄭悅婷、何俊謙）發信，指學生紀律委員會正調查10月4日的衝突事件，並要求學生在12月6日前作書面回應。 校方信中指涉事學生於10月4日在李嘉誠樓行為失當，違反校規，包括誹謗、攻擊或毆打大學職員[第1(a)條]、拒絕遵守授權人員和機構的規定或命令（禁止任何擾亂大學教學、研究或管理的行為）[第1(g)條]，以及任何有損害大學聲譽的行為[第1(h)條]。大學可能會對違反大學任何規則或規定，或行為失當的學生採取紀律處分。案件由學生紀律委員會進行調查及決定。
該學生紀律委員會由五名教學人員（陳紹禮（主席）、黃永德、馮淑儀、陳振沖、何兆鎏）和一名學生代表組成，學生會前會長林穎恒本是學生紀律委員會成員之一，校方是次要求他委任另一名學生會成員擔任紀律委員會成員。紀律聆訊程序是委員會先看相關文件，討論後邀涉事學生見面，再經一次討論，委員會便會投票，以「少數服從多數」達成裁決，其決定為最終決定。
校董會學生代表李傲然質疑校方「秋後算帳」，並指此舉會激發學生與校方對立，加劇雙方矛盾。學生會會長林穎恆指無論紀律處分的結果如何，他都堅信當天作出的決定正確。何俊謙為學生獨立聯盟成員，該組織於11月22日凌晨透過面書作回應，指何俊謙將會在紀律聆訊中否認所有控罪。

### 學生紀律聆訊結果
2019年2月28日，林穎恒卸任理大學生會會長，同日何俊謙交了三萬元學費。翌日，3月1日，理大紀律聆訊委員會通知聆訊結果，屬於「學生獨立聯盟」骨幹成員的護理系碩士生何俊謙被罰即時退學並終生不被理大錄取，學生會前會長林穎恒被罰停學一年，理大校董會學生代表李傲然被罰120小時社會服務令，學生會前外務副會長鄭悅婷被罰60小時社會服務令。何俊謙質疑校方打壓學生基本權利，指當言論自由被打壓，香港人應明白抗爭是公民義務。林穎恒對校方的手法感到驚訝，認為裁決是為了政治目的而犧牲同學，並表示不會承認判決，會另外尋求合適的覆核途徑。

#### 何俊謙的背景及指控
被罰退學及終生不被取錄的何俊謙，30歲，就讀理大護理系碩士課程三年班，原定在養和醫院實習至4月底，並於2019年7月畢業及成為註冊護士。他2010年本科畢業於香港中文大學化學系，其後再修畢教育文憑課程，在澳門的培正中學及培道中學任教共三年，之後赴廣東中山一所國際學校任教一年，2016返港在理大修讀三年制護理學碩士課程。
何俊謙亦是「學生獨立聯盟」的成員，他向傳媒表示指自己曾經多次在民主牆貼上「香港獨立」的標語，但每次都被保安撕走，所以十分憤怒，之後在理大校園的「每一個地方」都貼上「香港獨立」的標語，但同樣被撕走。
校方指他誹謗或襲擊教職員、損害大學聲譽、行為不當及破壞公物，指控包括：
- 帶頭衝上大學管理層辦公室所在樓層，引發混亂。
- 誹謗莫志明教授及/或沈岐平教授「你哋收共產黨錢收得咁過癮，舐共舐得你哋咁開心呀啦，屎忽鬼」。
- 以身體阻止莫志明及沈岐平教授離開，並言語侮辱、粗魯對待大學物業經理。
- 破壞用作覆蓋「民主牆」的紙張，又多次撕毀大學在牆上所貼告示。
- 完全沒有悔意，也沒有任何意圖就冒犯大學教授及物業處職員道歉。

#### 林穎恒的背景及指控
22歲的林穎恒，就讀理大社工學系三年級，他在2019年2月28日卸任理大學生會會長，翌日便收到處分通知，被罰停學一年。校方指他誹謗或襲擊教職員、損害大學聲譽、行為不當及破壞公物，指控包括：
- 是10月4日突襲抗爭行動的「策劃者」。
- 行為粗暴及不尊重莫志明和沈岐平教授。
- 阻止兩位教授離開，其中一位教授遭推撞跌倒。
- 破壞用作覆蓋「民主牆」的紙張。

## 各界反應

### 學界反應
19個大專學界組織發聲明，指判決不合理，不公平，影響學生自治權利：
大專學界認為是次判決於理不合，去屆理大學生會會長林穎恒被罰即時停學一年，而碩士生何俊謙更被勒令退學，終生不再獲理大錄取，懲罰與行為輕重完全不合乎比例原則。是次判決不僅剝奪了涉事理大同學之權利，更嚴重打壓學界言論及表達自由。同時，理大校方在判決欠缺清晰的量刑指引的情況下粗暴懲罰學生絕對不公，不能接受。校方藉是次判決製造寒蟬效應，以杜絕一切『敏感』言論，其動機昭然若揭。

### 教育界反應
香港教育專業人員協會發聲明，指理大處分過重，認為大學應以教育為原則，重新考慮四名學生的處分，及向公眾交代處分理據。
高教公民、進步教師同盟、傘下爸媽、教育實驗學社、全民教育局及家長聯盟六個組織發起以「一人一信」運動，邀請全港市民就事件以一人一信方式向理大表達關注，呼籲理大教育學生應以開導為主，盡快覆檢相關的懲處決定。

### 政界反應
民主黨就此發出面書上聲明，認為學生有錯誤，但懲罰明顯過重，質疑理大管理層以不合比例的嚴厲處罰，阻嚇學生抗爭運動。認為大學對學生應循循善誘而非以嚴刑峻法。
14名民主派議員（包括：毛孟靜、區諾軒、邵家臻、陳志全、梁耀忠、范國威、朱凱廸、楊岳橋、陳淑莊、郭家麒、郭榮鏗、譚文豪、梁繼昌、莫乃光）聯署，對大學處分之重感到遺憾和憤怒，認為學生即使有過失，也是為了維護民主牆言論自由，校方強行打壓亦有責任，呼籲從速撤銷懲處。正在理大任教的黃碧雲及曾在理大任教的張超雄、鄭松泰，都未有參與聯署。
教育局局長楊潤雄指理大已根據既定程序處理事件，這亦屬於院校內部事宜，不會評論。

### 劉炳章批學生如黑社會
曾任梁振英競選辦公室副主任的理大校董劉炳章，形容判決遲來但合適。他批評學生當日的行為猶如黑社會「刮友」及不尊重師長，並認為學生涉禁錮，如有刑事行為會督促校董會報案。

### 400人集會聲援
2019年3月7日，理大學生會舉行集會，聲援被紀律聆訊委員會處分的四人，約有四百人出席，當中包括：香港中文大學學生會代表、香港城市大學學生會代表、香港教育大學學生會代表、香港恒生大學學生會代表、議會陣線毛孟靜、人民力量副主席譚得志、社民連黃浩銘。理大現屆學生會內務副會長胡國泓向校方遞交請願信，要求校方撤回對四名涉事學生的處分。集會中，林穎恒表示加入學生會初期只是希望平穩渡過，不想攪事，並形容停學一年等同「監禁」。何俊謙表示，已與家人決裂，暫時寄居朋友家中。